# Ensemble Beim Steinernen Kreuz
Das Ensemble Beim Steinernen Kreuz befindet sich in Bremen, Stadtteil Mitte, Ortsteil Ostertor, Beim Steinernen Kreuz 1 bis 17. Das Ensemble entstand um 1859 bis um 1870. Die Wohnhausgruppe steht seit 1973 unter Bremer Denkmalschutz.
Die kurze Straße Beim Steinernen Kreuz führt in Ost-West-Richtung von der Bauernstraße bis zur Kohlhökerstraße und tangiert dabei die Kreftstraße / Blumenstraße sowie die Albrechtstraße / Wulwesstraße. Sie wurde benannt nach dem steinernen, gotischen Vasmer-Kreuz, das als Sühnekreuz 1435 an der Stelle der Hinrichtung von Bremens Bürgermeister Johann Vasmer aufgestellt wurde.

## Geschichte

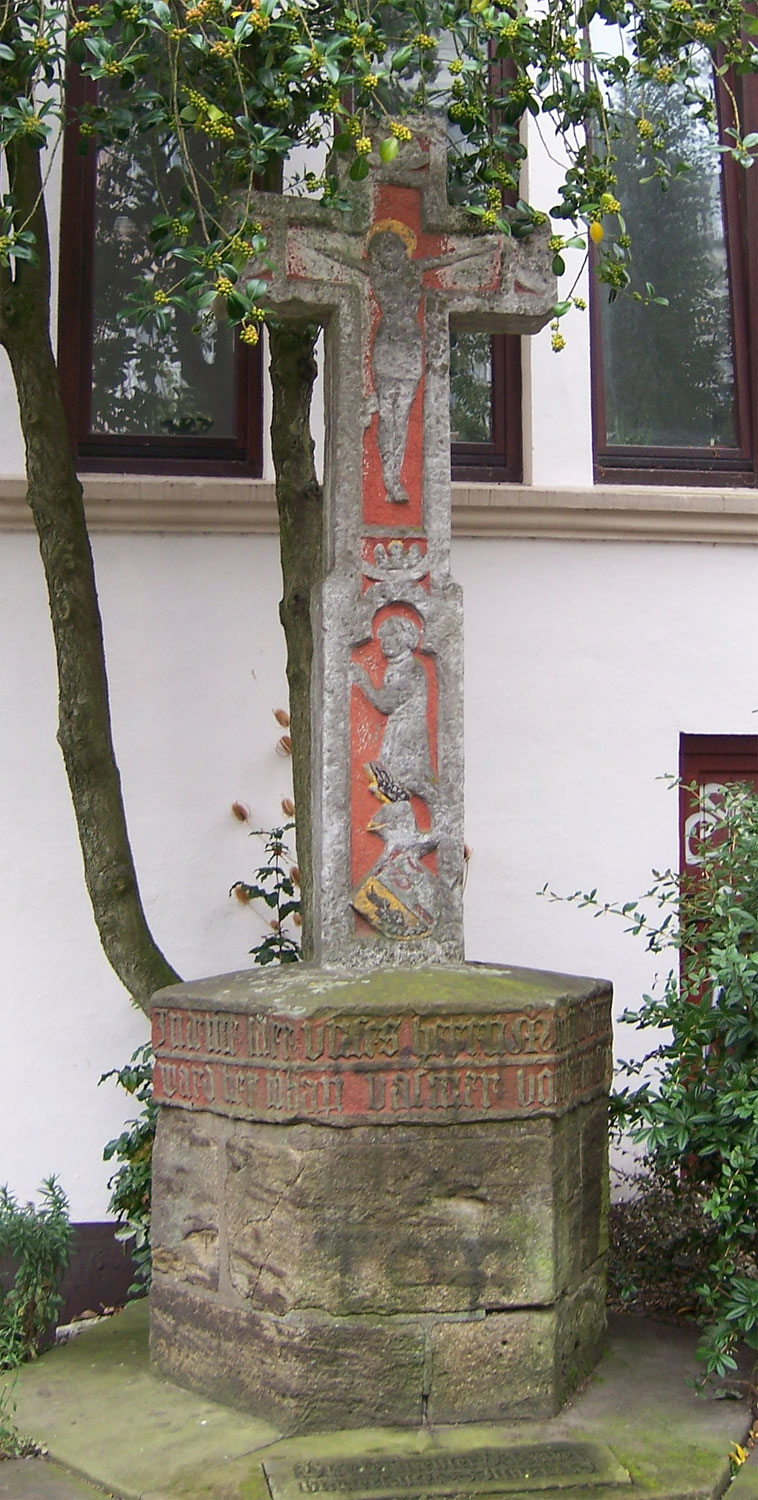
Vasmerkreuz

Nur 50 Häuser befanden sich zu Beginn des 19. Jahrhunderts noch in zumeist offener Bauweise vor dem Ostertor; Handwerker, Wäscherinnen und Zigarrenmacher wohnten hier am Punkendeich.

1849 wurden Gebiete vom Ortsteil Ostertor eingemeindet und die Bürger erhielten das volle Bürgerrecht von Bremen. Es wurde nach der Aufhebung der Torsperre verstärkt gebaut. In der Verlängerung der schon bebauten Kohlhökerstraße entstanden die Vorstadtstraßen Beim Steinernen Kreuz und Wulwesstraße. Diese alten Wege sind 1641 auf dem Kupferstich von Matthäus Merian zu erkennen. 
Die zwei- und zumeist dreigeschossigen verputzten, dreiachsigen Häuser, im Stil des Historismus entworfen, sind typische Bremer Häuser mit Satteldächern und mit oft stark ausgebildetem Fries. 
Die dreigeschossigen Häuser Kohlhökerstraße 75 und Vasmerstraße 1 sowie die zweigeschossigen Häuser Wulwesstraße 6, 7, 8, 9, 10, 11, 12, 15 gehören auch zum Ensemble.

Maurermeister Johann Bummerstedt entwarf und baute von 1859 bis 1861 die Häusergruppe Nr. 8, 10, 12, 12A und 14 sowie Wulwesstraße 8–10 und 11A.
Der im Stadtteil häufig vorkommende Häusertyp Bremer Haus wurde in Bremen zwischen der Mitte des 19. Jahrhunderts und den 1930er Jahren errichtet. Charakteristisch sind das Souterrain als Tiefparterre, die tiefe Gebäudeform und der seitliche Eingang.

Heute (2018) werden die Häuser weiterhin für Wohnzwecke genutzt. 

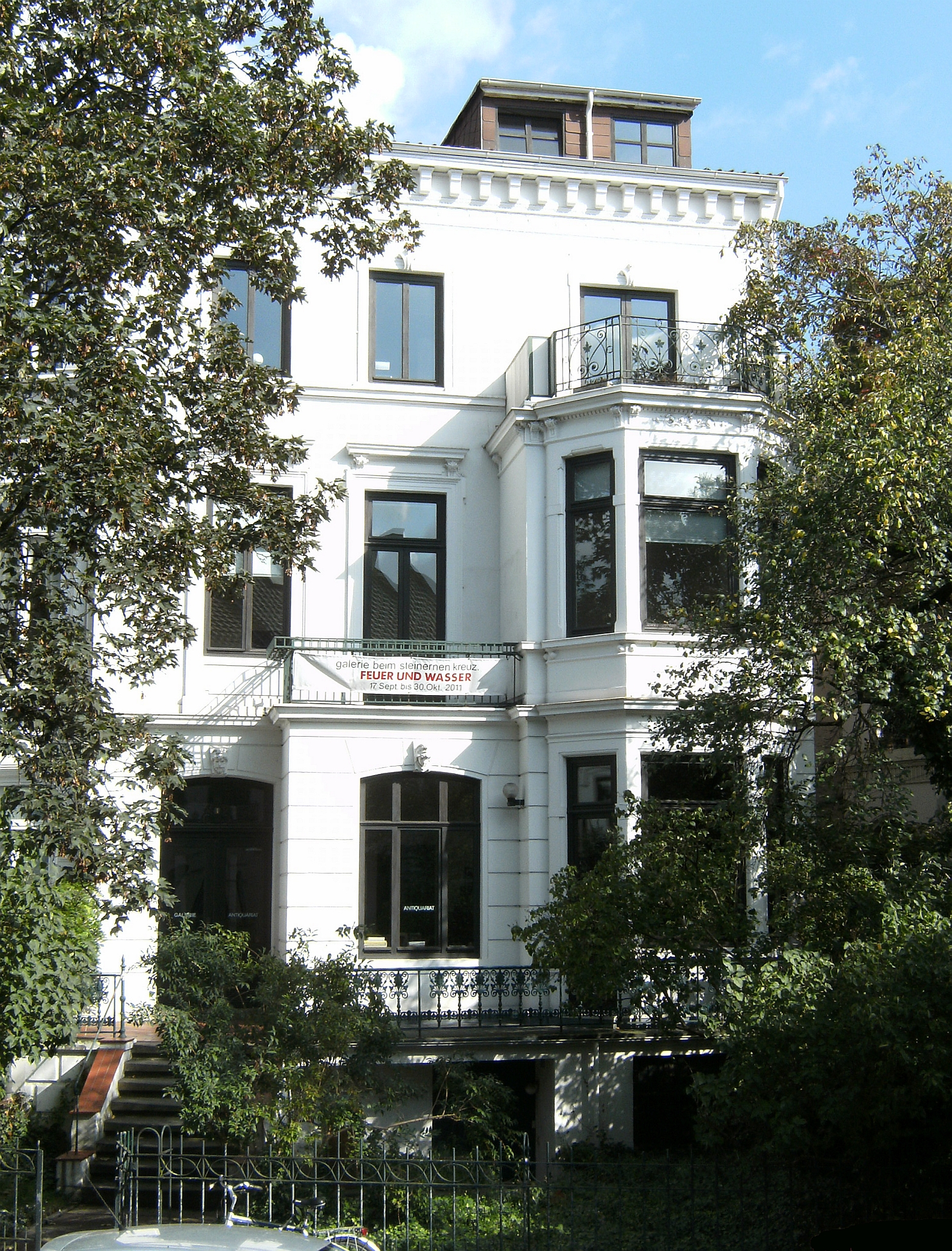
Nr. 1, um 1870
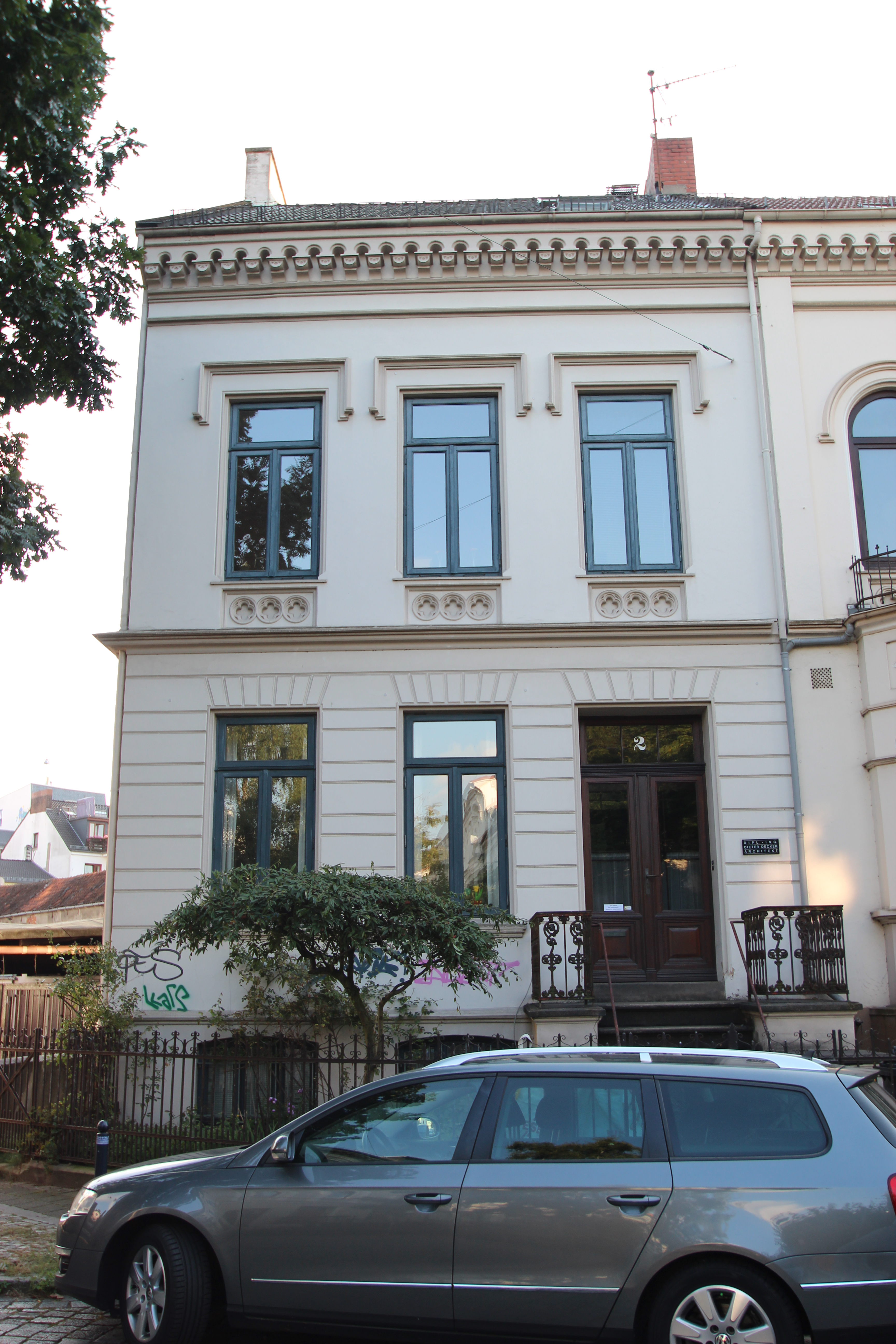
Nr. 2, um 1860
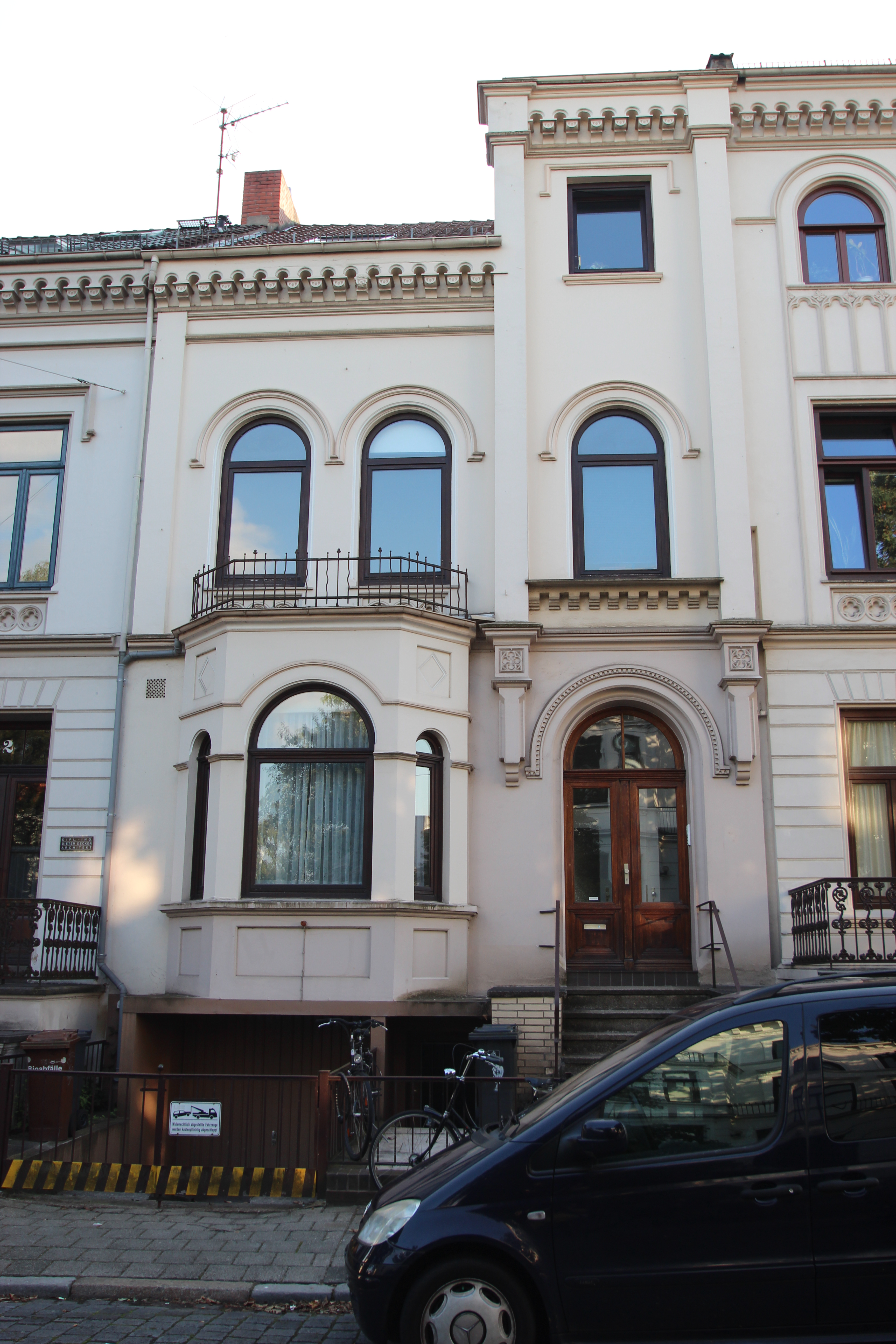
Nr. 4, um 1860
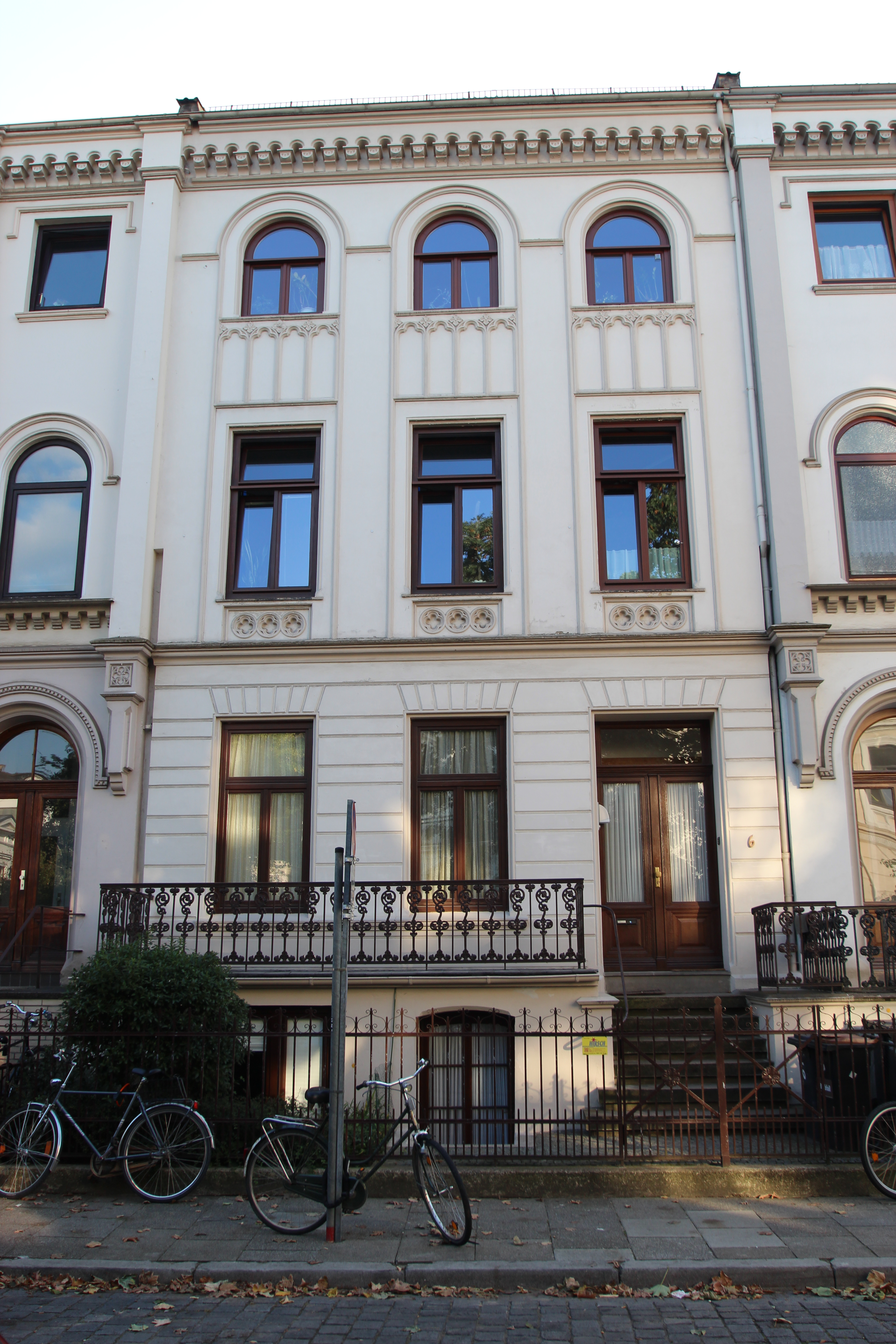
Nr. 6, um 1860
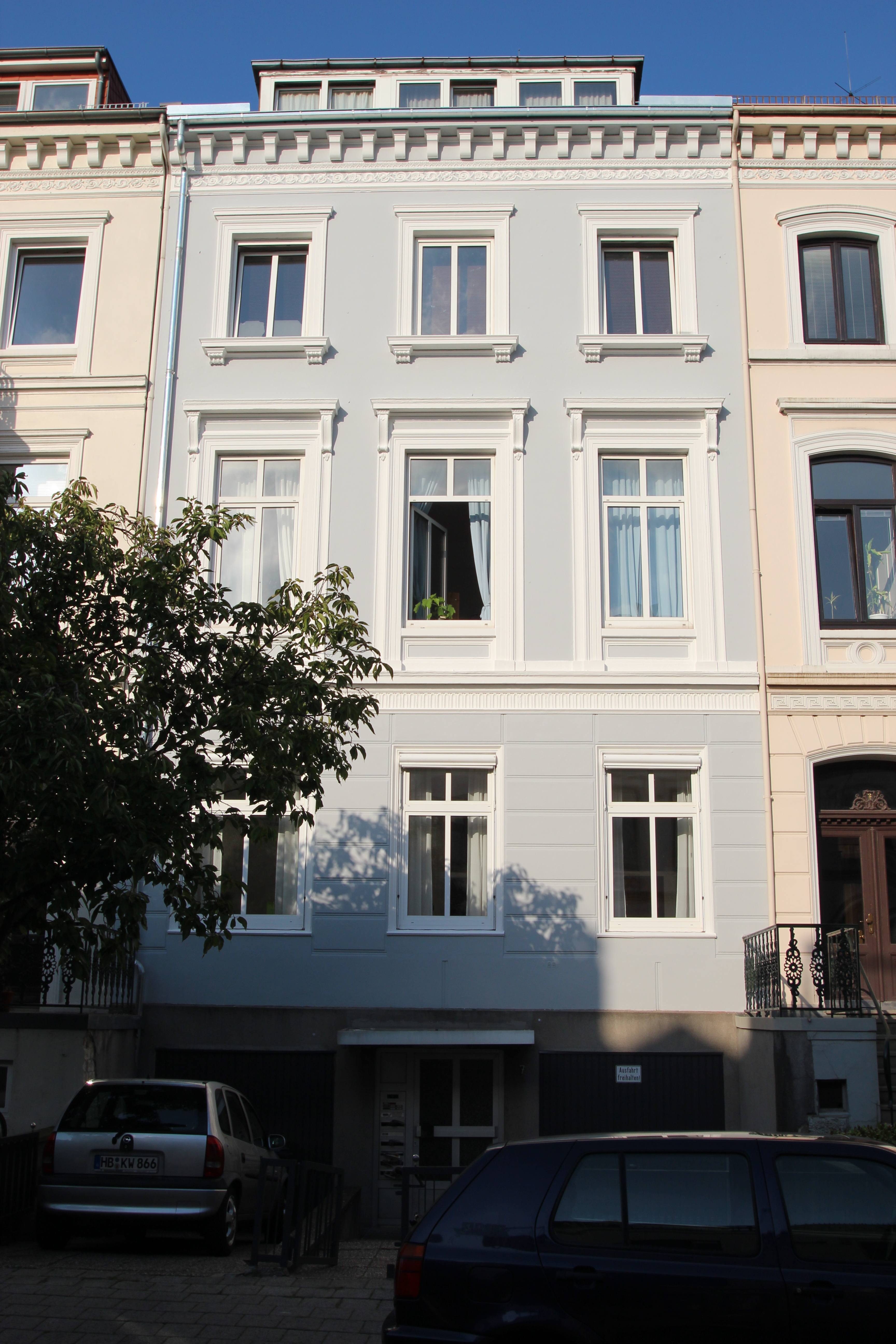
Nr. 7, um 1870
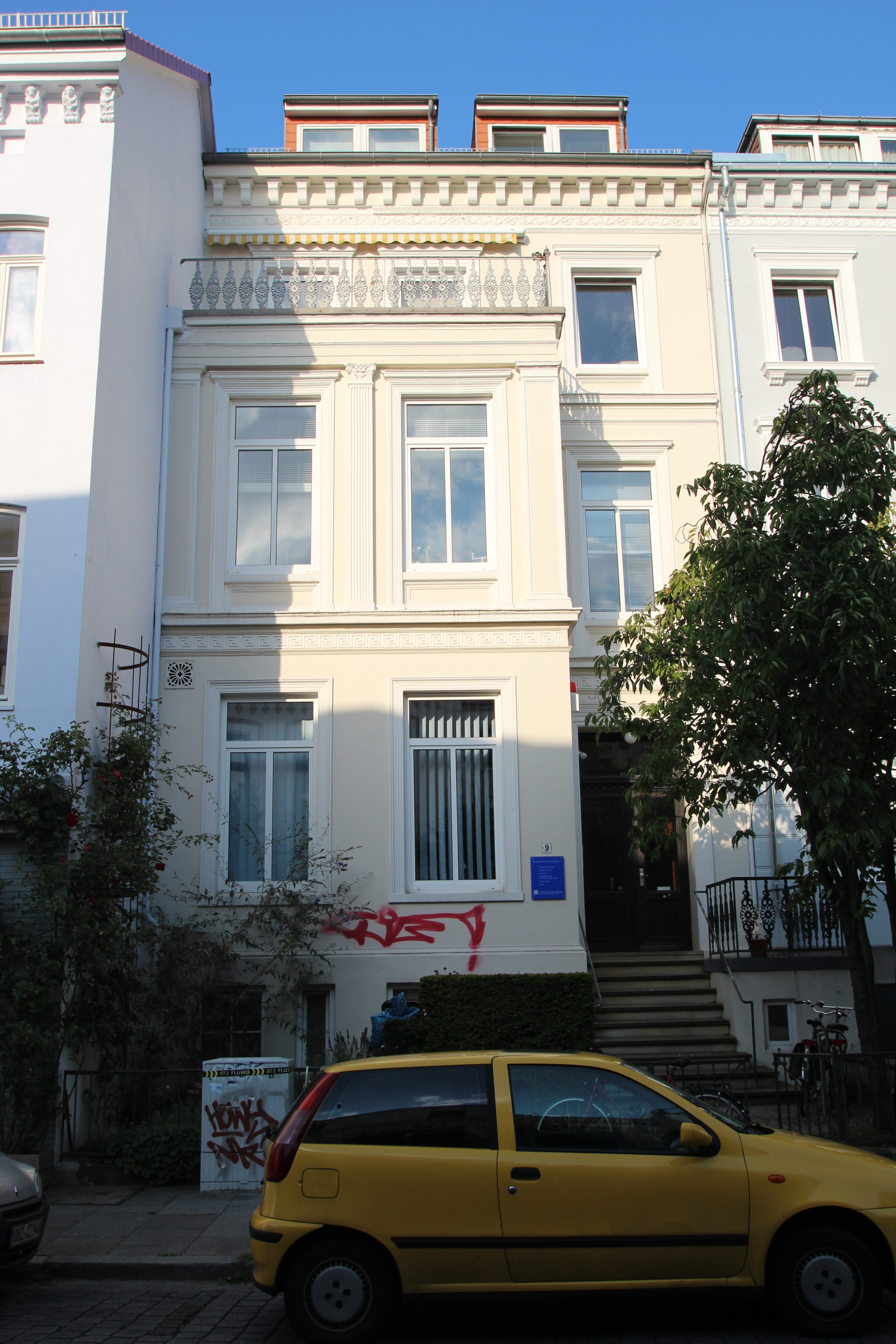
Nr. 9, um 1870
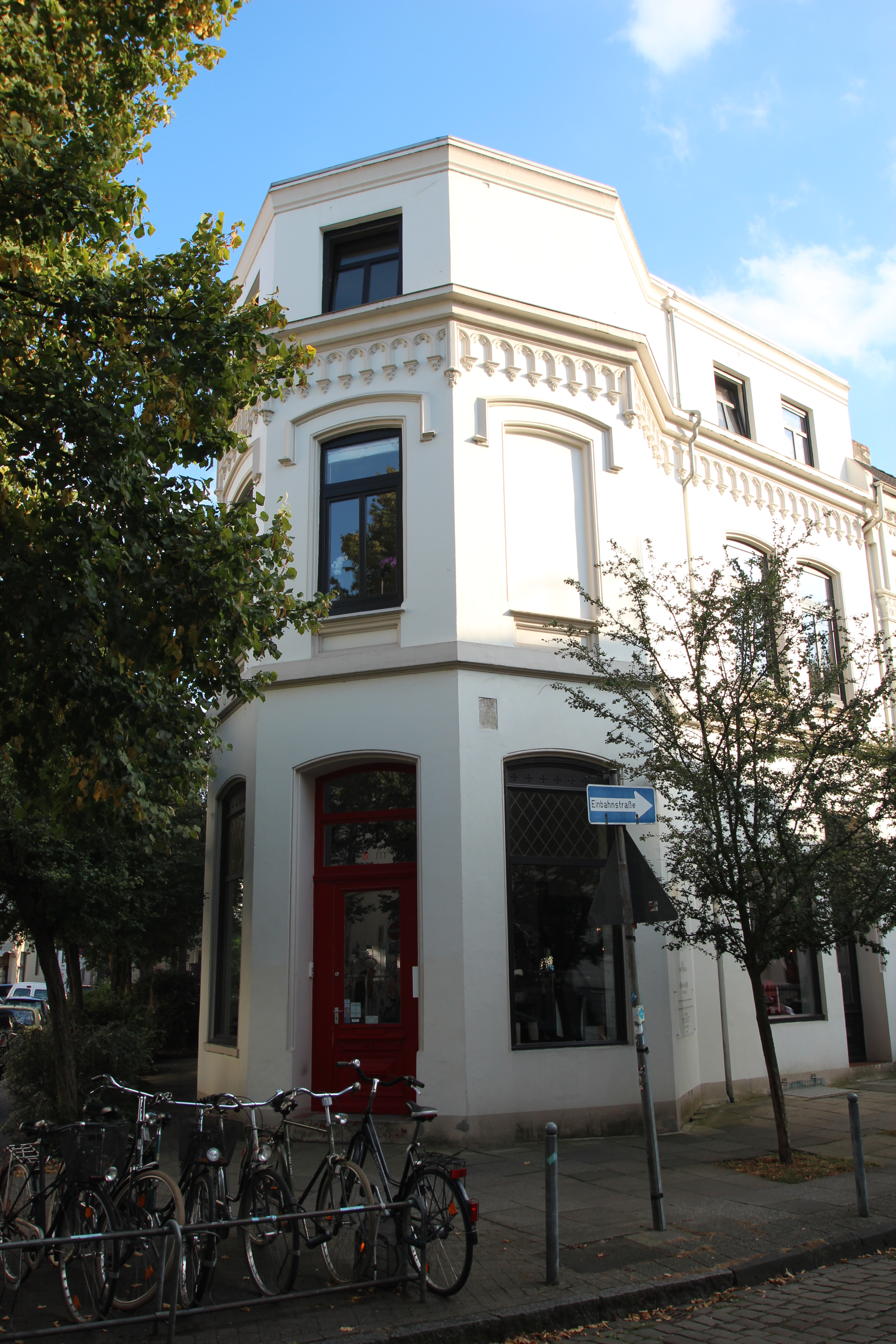
Nr. 12, um 1860
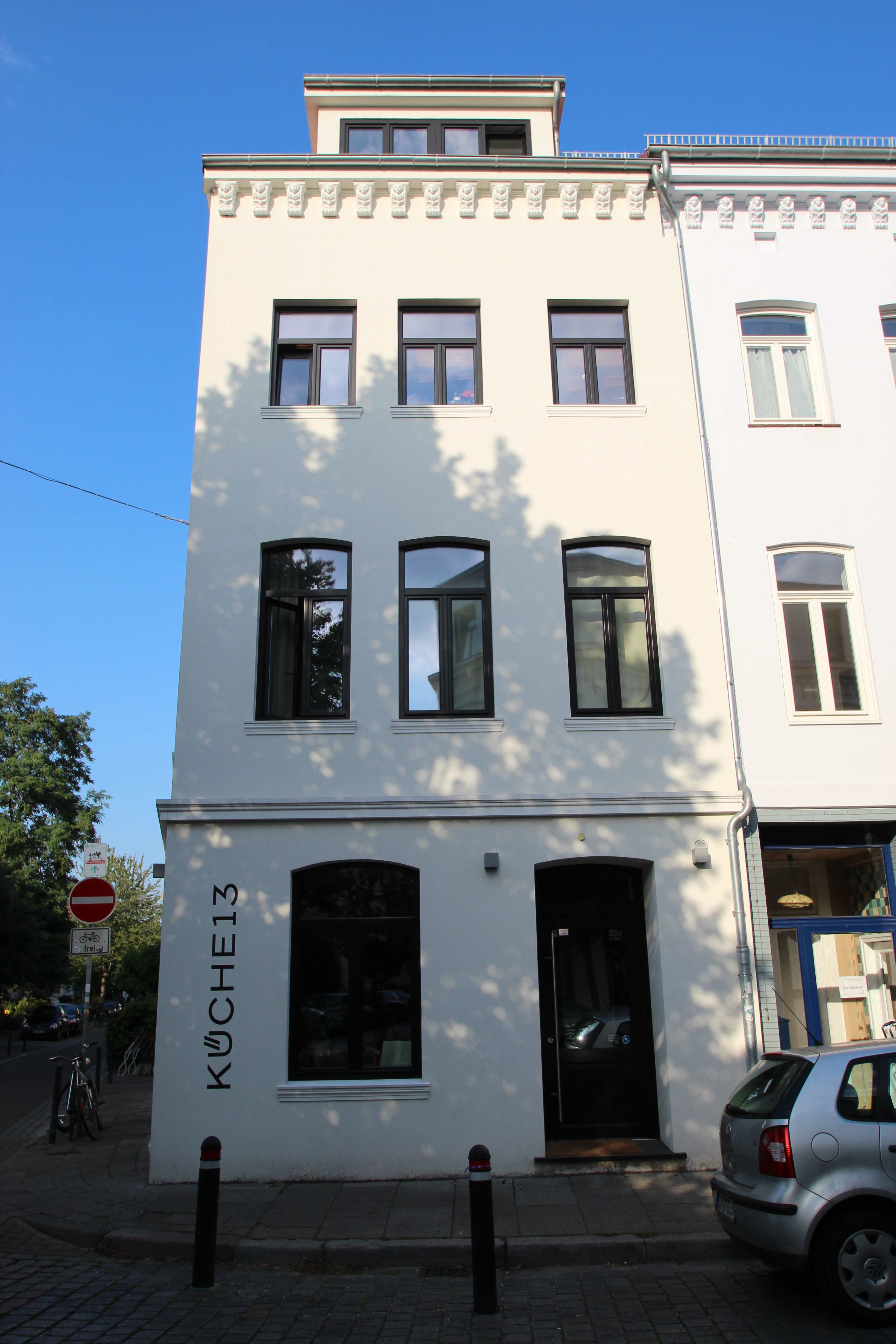
Nr. 12A/14, um 1860
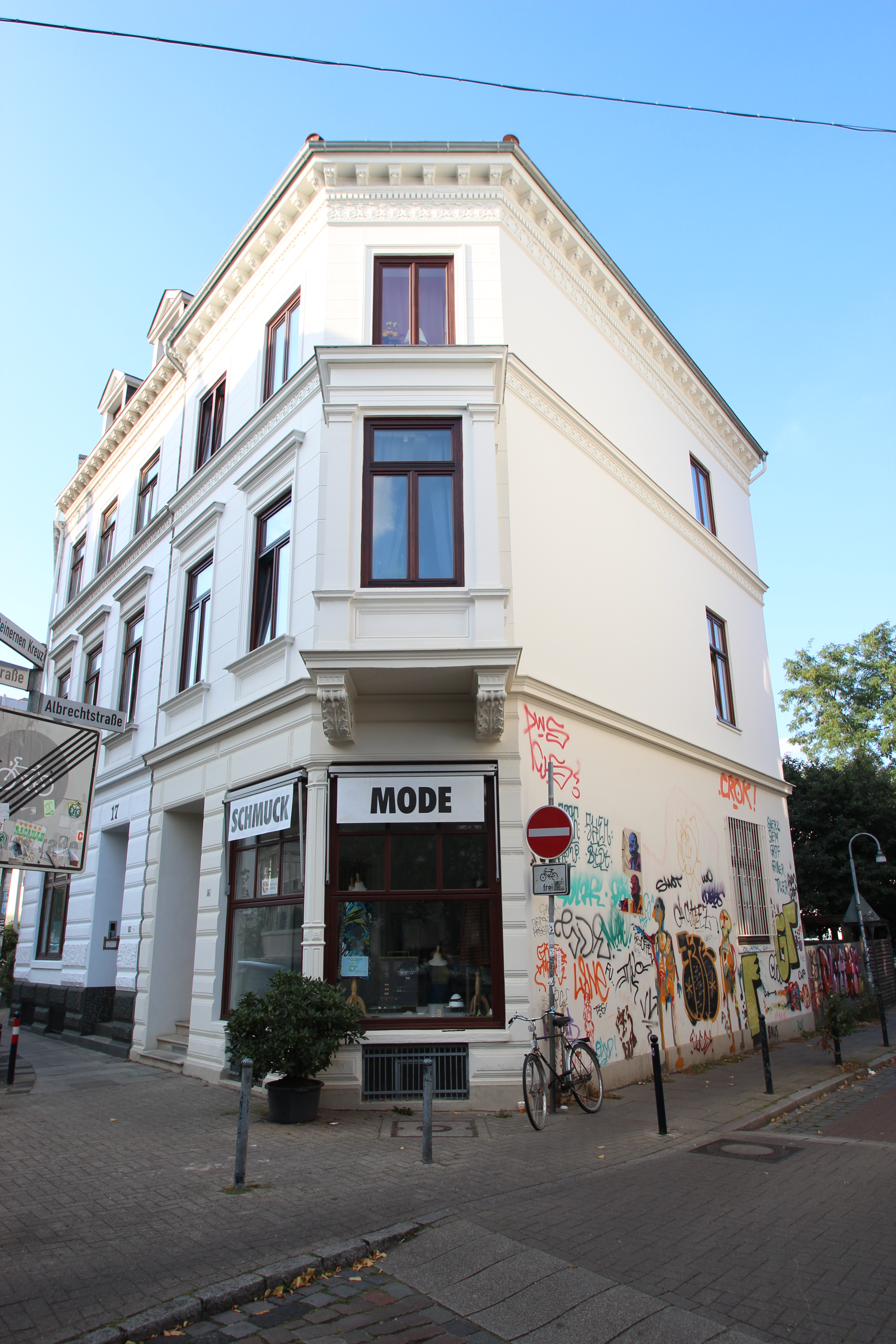
Nr. 15, um 1865
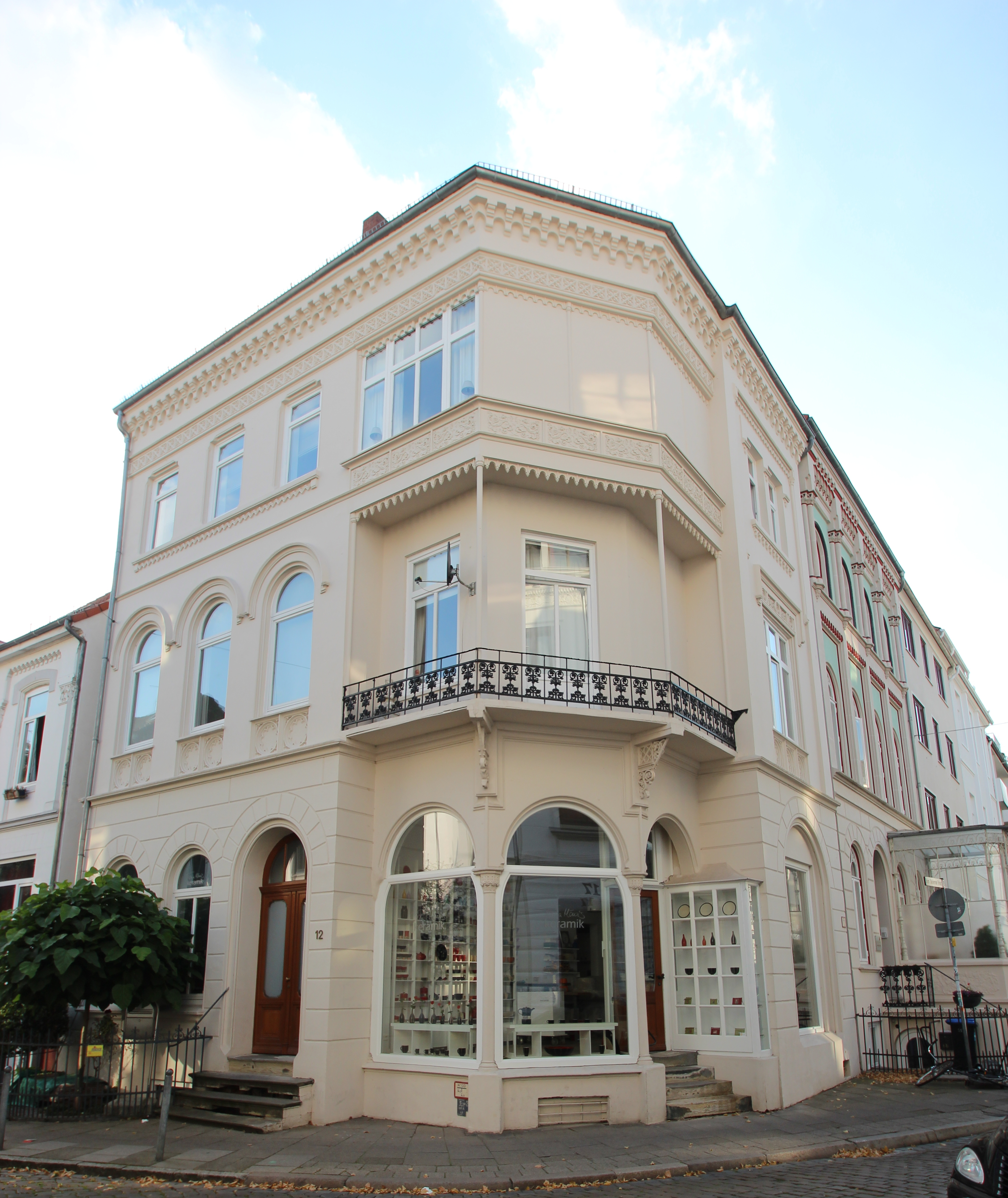
Nr. 16, um 1865